# Gokusen
Gokusen é um anime baseado no mangá de Morimoto Kozueko.
Este anime gira em torno de uma escola, Shirogane High School, mais especificamente em uma turma, a classe 2-4, a turma mais problemática da escola.
Kumiko Yamaguchi, a nova professora contratada para dar aula a essa classe na verdade é a filha do chefão da máfia. Foi educada para se tornar muito forte, e portanto, para ela seria fácil lidar com uma turma de pirralhos barulhentos.
Mas ela escolhe o caminho mais difícil, esconde sua identidade de filha do chefão da máfia, e tenta mudar o modo dos alunos. Um desses alunos é Sawada Shin, filho de um policial que percebe a energia e força de Yankumi, como passou a ser chamada, e sente uma admiração e respeito por ela.
E a história se desenrola mostrando o relacionamento de Yankumi e a turma, e Sawada Shin.